# 비운의 왕비
"비운의 왕비"는 1970년 공개된 대한민국의 영화이다.

## 배역
- 신영균
- 윤정희
- 김동원

## 수상
- 1970년 제7회 청룡영화상
  - 음악상 - 황문평